# Okres Opolí
Okres Opolí (Opole; polsky Powiat opolski) je okres v polském Opolském vojvodství. Rozlohu má 1534,38 km² a v roce 2019 zde žilo 123 726 obyvatel. Sídlem správy okresu je město Opolí.

## Gminy
Městsko-vesnické:
- Niemodlin
- Ozimek
- Prószków
- Tułowice

Vesnické:
- Chrząstowice
- Dąbrowa
- Dobrzeń Wielki
- Komprachcice
- Łubniany
- Murów
- Popielów
- Tarnów Opolski
- Turawa

## Města
- Niemodlin
- Ozimek
- Prószków
- Tułowice

## Sousední okresy
| Růžice kompasu | Namysłów | Kluczbork   | Olesno     | Růžice kompasu |
| Růžice kompasu | Brzeg    | Sever       | Strzelce   | Růžice kompasu |
| Růžice kompasu | Brzeg    | Okres Opolí | Strzelce   | Růžice kompasu |
| Růžice kompasu | Brzeg    | Jih         | Strzelce   | Růžice kompasu |
| Růžice kompasu | Nysa     | Prudnik     | Krapkowice | Růžice kompasu |